# Vicente Miera
Vicente Miera (* 10. Mai 1940 in Santander, Kantabrien) ist ein ehemaliger spanischer Fußballtrainer und -spieler, der in seiner Trainerkarriere zahlreiche spanische Profiteams und die spanische Fußballnationalmannschaft trainierte. Die Krönung seiner Karriere war der Gewinn bei den Olympischen Spielen 1992 in Barcelona mit Spanien. Als Spieler war er für Real Madrid, Racing Santander und Sporting Gijón aktiv. Mit den „Königlichen“ gewann er zahlreiche Titel.

## Spielerlaufbahn

### Real Madrid
Nach einem Jahr bei Racing Santander wechselte Vicente Miera 1961 zu Real Madrid, das sich zu diesem Zeitpunkt in einem fundamentalen Umbau befand und ausländische Topstars durch einheimische junge Spieler ersetzte. Trotzdem konnte diese neugebildete Mannschaft seine Ausnahmestellung in Spaniens Fußball bewahren. So konnte Vicente Miera u. a. mit Real den Europapokal der Pokalsieger im Jahre 1966 gewinnen. Zudem kamen sieben Meistertitel in acht Jahren, die Miera mit seiner Mannschaft holen konnte. Einzig 1966 wurde diese totale Dominanz durchbrochen, durch den Sieg im Europacup jedoch leicht verschmerzt. Im Jahre 1962 konnte Miera zudem den spanischen Pokal mit „Los Blancos“ gewinnen.
Seine Karriere ließ Vicente Miera bei Liga-Rivale Sporting Gijón ausklingen, die er später auch mehrfach als Trainer betreuen sollte.

## Trainerlaufbahn

### Real Oviedo
Mit 34 Jahren übernahm der gebürtige Kantabrier Vicente Miera 1974 die Mannschaft von Real Oviedo. Bereits in seiner Premieren-Saison gelang ihm mit seiner Mannschaft der Aufstieg in die Primera División. Als Tabellendritter erreichte man souverän das Saisonziel. Doch das Glück sollte nicht lange anhalten. Bereits nach nur einem Jahr musste Mieras Mannschaft den bitteren Abstieg hinnehmen (erst am letzten Spieltag unterlag man dem FC Elche im Fernduell um den Klassenerhalt). Und auch in der Spielzeit 1976/77 kehrte das Pech zu Oviedo zurück, denn durch eine unnötige Auswärtsniederlage beim Abstiegskandidaten UD Levante wurde der sicher geglaubte Aufstieg schließlich doch noch aus der Hand gegeben.

### Sporting
Zwar gelang ihm nicht mit seiner Mannschaft der Aufstieg, doch durfte er 1977/78 als Trainer des Aufsteigers Sporting Gijón in die erste Liga zurückkehren. Dort wurde er der hohen Erwartung mit einem fünften Platz als Aufsteiger mehr als gerecht. In der darauffolgenden Spielzeit erreichte er mit den Asturiern sogar die Vizemeisterschaft hinter Rekordmeister Real Madrid.

### Espanyol und Rückkehr zu Sporting
Trotzdem übernahm Miera in der Saison 1979/80 überraschend Espanyol Barcelona, hatte jedoch große Probleme mit seiner Mannschaft den Klassenerhalt zu erreichen. Aus diesem Grund kehrte er nach nur einem Jahr zu Sporting zurück, dass sich in der Spitzengruppe der Liga etablieren konnte. Zwar gelang ihm bei seiner Rückkehr noch der siebente Platz, doch im Sommer 1982 blieb man ausschließlich aufgrund der besseren Tordifferenz erstklassig. Nach der Spielzeit zog Vicente Miera die Konsequenzen und trat als Trainer zurück.

### Pause und Rückkehr
Erst in der Saison 1986/87 kehrte Erfolgstrainer Miera auf die Trainerbank zurück, um beim Traditionsverein Atlético Madrid zu unterschreiben. Er blieb jedoch unter den Erwartungen und wurde bereits im November 1986 interimistisch durch Jesús Martinez Jayo ersetzt, ehe dieser selbst Anfang Februar durch Luis Aragonés, der vor Miera Trainer des Klubs war, ersetzt wurde. Aragonés trainierte die Mannschaft daraufhin bis zum Saisonende. Ein weiteres Jahr Schaffenspause folgte, ehe Miera zu seinem ersten Verein Real Oviedo zurückkehrte. Mit den Asturiern hielt er souverän die Klasse, verließ den Verein jedoch, um bei CD Teneriffa anzuheuern. Zudem war er 1988 einige Monate als Co-Trainer der spanischen Nationalmannschaft aktiv. Abermals vergab eine seiner Mannschaften am letzten Spieltag. Im direkten Abstiegsduell verlor sein Team mit 1:2 beim FC Málaga und musste zurück in die Segunda División.

### Nationalmannschaft
Der erneute Abstieg tat seiner Beliebtheit keinen Abbruch, und so kam es, dass er als Chef-Trainer die spanische Nationalmannschaft übernahm. Sein Debüt gab er am 4. September 1991 als Nationaltrainer gegen die Auswahl Uruguays. Bei den Olympischen Spielen 1992 in Barcelona führte er das spanische Team zur Gold-Medaille. Er wurde nach diesem Erfolg von Javier Clemente als Nationaltrainer beerbt.

### Letzte Stationen
Zunächst erreichte Vicente Miera zweimal mit Racing Santander in den Jahren 94 bis 96 einen Platz im Tabellenmittelfeld, ehe er das Topteam von Espanyol Barcelona ein zweites Mal übernahm. Doch erneut blieb er in Barcelona glücklos, so dass er den Vorjahres-Vierten jenseits von Gut und Böse ins Tabellenmittelfeld führte. Auch seine letzte Trainerstation verlief glücklos. Das gerade erst abgestiegene Sevilla sollte er zurück in die Primera División führen, was mit Platz 7 am Saisonende gründlich misslang. Anschließend beendete der mittlerweile 58-jährige Miera das Ende seiner Trainerlaufbahn.

## Erfolge

### Als Spieler
- Spanischer Meister (7): 1962, 1963, 1964, 1965, 1967, 1968, 1969
- Europapokal der Landesmeister (1): 1966
- Copa del Generalísimo (1): 1962

### Als Trainer
- 1974/75 – Aufstieg in die Primera División mit Real Oviedo
- 1992 – Olympiasieg mit Spanien